# The Scientist (magazine)
Pour les articles homonymes, voir Scientist.
The Scientist  (« Le Scientifique ») est un magazine professionnel américain consacré aux sciences de la vie, créé en 1986. Son rédacteur en chef est Bob Grant.   

## Histoire
The Scientist est fondé en 1986 par Eugene Garfield. En octobre 2011, le magazine annonce sa fermeture,, mais l’entreprise canadienne LabX Media Group le rachète et reprend la publication. 